# Mumia: Grobowiec cesarza smoka
Mumia: Grobowiec cesarza smoka (ang. The Mummy: Tomb of the Dragon Emperor) – film produkcji kanadyjsko-niemiecko-amerykańsko-chińskiej z 2008, w reżyserii Roba Cohena. Trzecia część filmu „Mumia” z 1999. Światowa premiera odbyła się 24 lipca 2008.

## Fabuła
Początek akcji filmu ma miejsce 2000 lat temu w Chinach. Cesarz Han po pokonaniu swoich wrogów objął władzę nad całym krajem. Zapanował nad wszystkimi „żywiołami”: ogniem, drewnem, wodą, metalem i powietrzem, a swoim wrogom kazał zbudować Chiński Mur. Pewnego dnia usłyszał o czarodziejce Zi Yuan, która podobno zna sekret nieśmiertelności. Uznał, że jedno życie to za mało i wysłał swojego zaufanego generała Minga Guo, żeby sprowadził czarodziejkę. Po przywiezieniu Zi Yuan zdradziła, że mimo iż nie zna sekretu nieśmiertelności wie gdzie szukać jej źródła. Zi Yuan oraz Mingowi udało się znaleźć źródło. Podczas poszukiwań zakochali się w sobie. Po powrocie Ming umiera zamordowany na rozkaz cesarza. Ponieważ Zi Yuan rzuciła klątwę na niego i jego armię – cesarz i jego żołnierze zamieniają się w posągi, a ciężko ranna Zi Yuan ucieka.
W 1946 roku wiodąca spokojne życie rodzina O’Connellów zostaje uwikłana w historię mającą 2000 lat. Wówczas 18-letni Alex prowadzi wykopaliska w ogarniętej wojną domową w Chinach w tajemnicy przed rodzicami, którzy sądzą, że ich syn jest na studiach. Alex wraz z profesorem Wilsonem odkrywa podziemny grobowiec, w którym od lat spoczywa zamieniony w posąg cesarz.
Tymczasem rząd brytyjski prosi O’Connellów, aby udali się do Szanghaju i oddali Chińczykom oko Shangri - La starożytny klejnot, który zaginął w 1940 roku podczas wojny. Evelyn i Rick decydują się spełnić powierzoną im misję. Przyjeżdżają do Szanghaju, gdzie spotykają brata Evy, Jonathana, prowadzącego klub nocny „U Imhotepa”. Po chwili w klubie pojawia się też Alex. W tym samym czasie zastali Chiński nowy rok 1947.
Pomimo kłamstwa i rodzinnej kłótni, Alex zaprasza rodziców na oficjalne otwarcie sarkofagu cesarza. Okazuje się jednak, że profesor Wilson, który pomagał Alexowi w wykopaliskach, jest zdrajcą i współpracuje z fanatycznym generałem sił zbrojnych Kuomintangu Yangiem oraz jego zastępcą-kochanką pułkownik Choi, którzy chcą przywrócić Cesarza do życia, aby zapanował nad całym terytorium Chin. Cesarz Han zostaje przywrócony do życia dzięki wodzie ze źródła wiecznej młodości, która znajdowała się w oku Shangri - La. O’Connellowie ruszają za zmartwychwstałym cesarzem, aby powstrzymać potwora i po raz kolejny uratować świat.

## Obsada
- Brendan Fraser – Richard 'Rick' O’Connell
- Jet Li – cesarz Han
- Maria Bello – Evelyn 'Evy' O’Connell
- Luke Ford – Alex O’Connell
- Isabella Leong – Lin
- Michelle Yeoh – Zi Yuan
- John Hannah – Jonathan Carnahan
- Liam Cunningham – Wściekły Pies Maguire
- Russell Wong – generał Ming Guo
- Anthony Wong Chau Sang – generał Yang
- Tian Liang – Li Zhou
- Albert Kwan – Chu Wah
- David Calder – profesor Roger Wilson